# Agalliopsis disparilis
Agalliopsis disparilis är en insektsart som beskrevs av Paul W. Oman 1938. Agalliopsis disparilis ingår i släktet Agalliopsis och familjen dvärgstritar. Inga underarter finns listade i Catalogue of Life.